# John Jefferson
John Jefferson (Dallas, 3 febbraio 1956) è un ex giocatore di football americano statunitense che ha giocato nel ruolo di wide receiver nella National Football League (NFL). Fu scelto nel corso del primo giro (14º assoluto) del Draft NFL 1978 dai San Diego Chargers. Al college giocò a football all'Università statale dell'Arizona.

## Carriera professionistica

### San Diego Chargers
Jefferson fu scelto come quattordicesimo assoluto del Draft 1978 dai San Diego Chargers. Ebbe un immediato impatto nella NFL, terminando la sua annata da rookie con 56 ricezioni per 1.001 yard e guidando la lega con 13 touchdown su ricezione. Jefferson apparve sulla copertina del 20 agosto 1979 di Sports Illustrated con il titolo di "The Touchdown Man". Fu inserito unanimemente nella formazione ideale della stagione All-Pro in ognuna delle due successive stagioni e guidò la NFL in yard ricevute (1.340) e touchdown su ricezione (13) nel 1980. Particolarmente degno di menzione, in una gara del 14 settembre 1980 terminata ai supplementari contro gli Oakland Raiders, Jefferson saltò più in alto di Lester Hayes in un passaggio lanciato da Dan Fouts, atterrando sulla linea della tre yard di Oakland. Hayes si trovò sopra Jefferson, incredulo del fatto che John fosse riuscito ad agguantare il pallone. Jefferson ebbe la prontezza di spirito di rotolare di lato e di giungere fino alla end zone, siglando la vittoria per 30-24 dei Chargers. A San Diego divenne il primo giocatore della storia a ricevere più di mille yard in ognuna delle sue prime tre stagioni da professionista, un'impresa eguagliata in seguito solo da Randy Moss e A.J. Green.

### Green Bay Packers
A causa di una disputata contrattuale coi Chargers, Jefferson fu scambiato coi Green Bay Packers nel 1981. Con la nuova squadra giocò nel lato opposto al futuro membro della Pro Football Hall of Fame James Lofton. Jefferson, Lofton e il tight end Paul Coffman assieme al quarterback Lynn Dickey diedero ai Packers uno degli attacchi più esplosivi della NFL all'epoca; tuttavia, con una difesa che era costantemente tra le peggiori della NFL, la squadra terminò tre stagioni con un record di 8-8 e raggiunse i playoff solo nella stagione accorciata per sciopero del 1982.

### Cleveland Browns
L'ultima stagione de professionista, Jefferson la disputò con i Cleveland Browns nel 1985 in cui ricevette solamente 3 passaggi in 7 gare giocate. La sua carriera terminò con 4 convocazioni al Pro Bowl.

## Palmarès
- Convocazioni al Pro Bowl: 4

1978, 1979, 1980, 1982
- All-Pro: 3

1978, 1979, 1980
- MVP del Pro Bowl: 1

1982
- Leader della NFL in yard ricevute: 1

1978
- Leader della NFL in touchdown su ricezione: 1

1978
- PFWA All-Rookie Team - 1978
- Formazione ideale del 50º anniversario dei San Diego Chargers
- College Football Hall of Fame

## Statistiche
| Ricezioni              | 351   |
| Yard ricevute          | 5.714 |
| Touchdown su ricezione | 47    |